# جرابر
جرابر (به ارمنی: Ջրաբեր) یک شهرک در ارمنستان است که در استان کوتایک واقع شده‌است. جرابر در ۱۸ کیلومتری شمال غرب هرازدان، مرکز استان کوتایک واقع شده‌است.

## خصوصیات
جرابر ۴۵۱ نفر جمعیت دارد و در ارتفاع ۱۷۵۰ متر بالاتر از سطح دریا قرار گرفته‌است.
| سال   | ۱۸۷۳ | ۱۸۹۷ | ۱۹۲۶ | ۱۹۳۹ | ۱۹۵۹ | ۱۹۷۰ | ۱۹۷۹ | ۱۹۸۹ | ۲۰۰۱ | ۲۰۰۴ |
| جمعیت | ۱۷۲  | ۱۶۷  | ۹۶   | ۲۳۳  | ۳۹۵  | ۳۹۴  | ۳۱۵  | ۳۶۱  | ۴۵۱  | ۶۳۵  |